# EURO 2012 Kvalifikation, Gruppe C
UEFA EURO 2012 Kvalifikation, Gruppe C er tredje gruppe ud af ni, i kvalifikationen til EURO 2012 i Polen/Ukraine.

## Stillingen
| Forklaring                                                 |
| ---------------------------------------------------------- |
| Kvalificeret direkte til Europamesterskabet i fodbold 2012 |
| Kvalificeret til play-off                                  |